# Goya/Beste Hauptdarstellerin

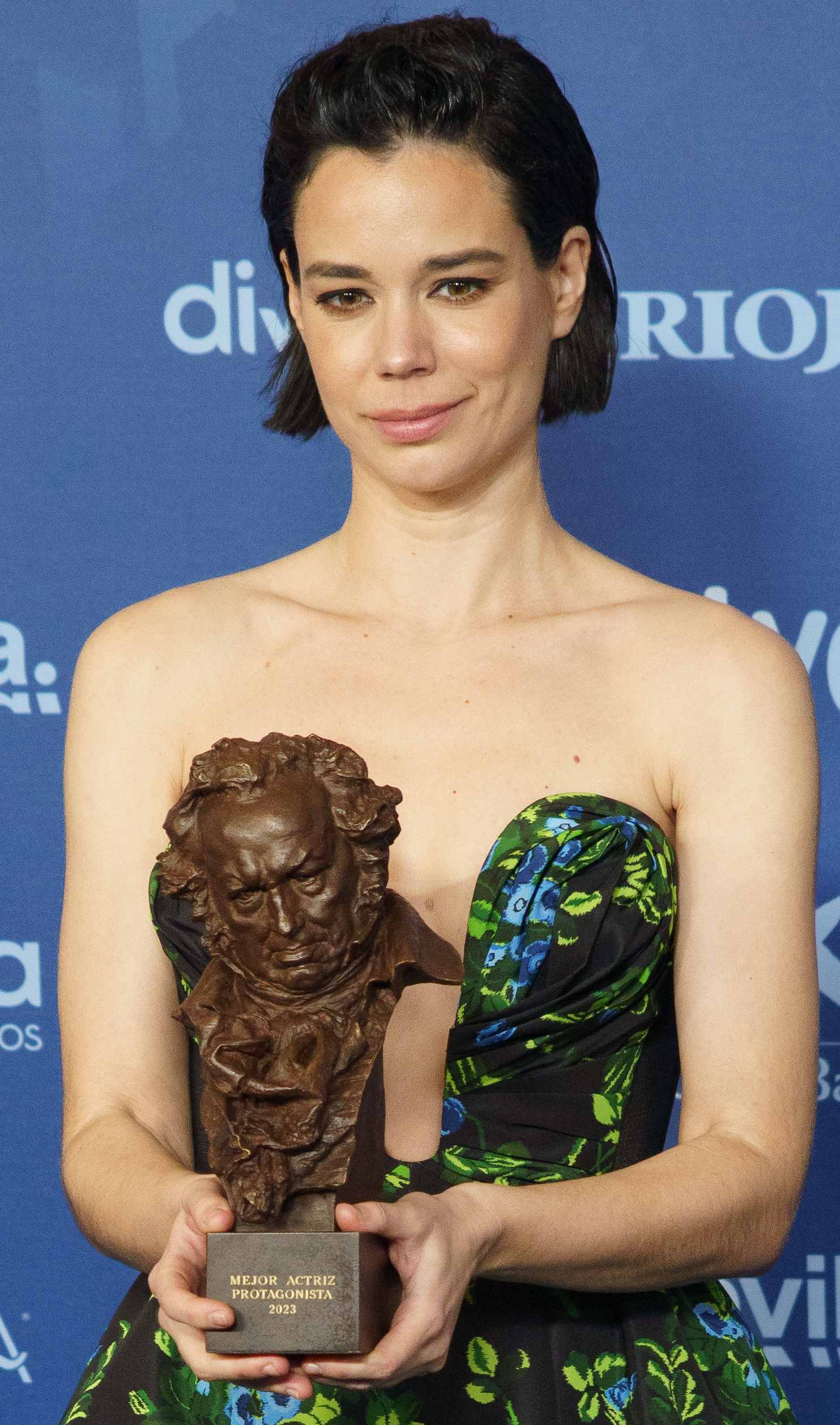
Die Preisträgerin von 2023: Laia Costa

Gewinner und Nominierte für den spanischen Filmpreis Goya in der Kategorie Beste Hauptdarstellerin (Mejor interpretación femenina protagonista, früher Mejor actriz principal, inzwischen Mejor actriz protagonista) seit der ersten Verleihung im Jahr 1987. Ausgezeichnet werden die besten Schauspielerinnen einheimischer Filmproduktionen (auch spanische Koproduktionen) des jeweils vergangenen Jahres.
Eine nicht-spanischsprachige Schauspielerin konnte den Preis bislang nicht gewinnen, obwohl in der Vergangenheit Nicole Kidman (2002 für The Others), Sarah Polley (2004 für Mein Leben ohne mich), Rachel Weisz (2010 für Agora – Die Säulen des Himmels), Naomi Watts (2013 für The Impossible), Juliette Binoche (2016 für Nobody Wants the Night), Emily Mortimer (2018 für Der Buchladen der Florence Green) und  Marina Foïs (2023 für As bestas) nominiert waren.
| Statistik                          | Name           | Anzahl | Jahr                                                                     |
| ---------------------------------- | -------------- | ------ | ------------------------------------------------------------------------ |
| Häufigste Auszeichnungen           | Carmen Maura   | 3      | 1989, 1991, 2001                                                         |
| Häufigste Nominierungen (* = Sieg) | Penélope Cruz  | 12     | 1993, 1999*, 2005, 2007*, 2010, 2013, 2016, 2017, 2018, 2019, 2020, 2022 |
| Häufigste Nominierungen (* = Sieg) | Victoria Abril | 8      | 1987, 1988, 1989, 1990, 1991, 1992, 1996*, 2002                          |
| Häufigste Nominierungen (* = Sieg) | Maribel Verdú  | 8      | 1992, 1998, 2007, 2008*, 2009, 2010, 2013*, 2018                         |
| Häufigste Nominierungen ohne Sieg  | Ana Belén      | 4      | 1989, 1990, 1995, 2005                                                   |
| Häufigste Nominierungen ohne Sieg  | Adriana Ozores | 4      | 2001, 2003, 2004, 2006                                                   |

Die unten aufgeführten Filme werden mit ihrem deutschen Verleihtitel (sofern vorhanden) angegeben, danach folgt in Klammern in kursiver Schrift der spanische Originaltitel.

## 1980er Jahre
1987
Amparo Rivelles – Hay que deshacer la casa
- Victoria Abril – Die Zeit der Stille (Tiempo de silencio)
- Ángela Molina – Die Hälfte des Himmels (La mitad del cielo)

1988
Verónica Forqué – Lady Check – Jetzt sind mal die Männer dran (La vida alegre)
- Victoria Abril – El lute: Camina o revienta
- Irene Gutiérrez Caba – Bernarda Albas Haus (La casa de Bernarda Alba)

1989
Carmen Maura – Frauen am Rande des Nervenzusammenbruchs (Mujeres al borde de un ataque de nervios)
- Victoria Abril – Baton Rouge – Tödliche Therapie (Baton Rouge)
- Ana Belén – Miss Caribe
- Ángela Molina – Luces y sombras
- María Fernanda D’Ocón – Caminos de tiza

## 1990er Jahre
1990
Rafaela Aparicio – El mar y el tiempo
- Victoria Abril – Si te dicen que caí
- Ana Belén – El vuelo de la paloma
- Verónica Forqué – Bajarse al moro
- Ángela Molina – Die Dinge der Liebe (Las cosas del querer)

1991
Carmen Maura – Ay Carmela! – Lied der Freiheit (¡Ay, Carmela!)
- Victoria Abril – Fessle mich! (¡Átame!)
- Charo López – Lo más natural

1992
Sílvia Munt – Schmetterlingsflügel (Alas de mariposa)
- Victoria Abril – Amantes
- Maribel Verdú – Amantes

1993
Ariadna Gil – Belle Epoque (Belle epoque)
- Penélope Cruz – Jamon Jamon (Jamón, jamón)
- Assumpta Serna – The Fencing Master (El maestro de esgrima)

1994
Verónica Forqué – Kika (Kika)
- Carmen Maura – Sombras en una batalla
- Emma Suárez – Das rote Eichhörnchen (La ardilla roja)

1995
Cristina Marcos – Todos los hombres sois iguales
- Ana Belén – Im Sog der Leidenschaft (La pasión turca)
- Ruth Gabriel – Deine Zeit läuft ab, Killer (Días contados)

1996
Victoria Abril – Nadie hablará de nosotras cuando hayamos muerto
- Ariadna Gil – Antártida
- Marisa Paredes – Mein blühendes Geheimnis (La flor de mi secreto)

1997
Emma Suárez – El perro del hortelano
- Ana Torrent – Tesis – Der Snuff-Film (Tesis)
- Concha Velasco – Más allá del jardín

1998
Cecilia Roth – Martín (Hache)
- Julia Gutiérrez Caba – El color de las nubes
- Maribel Verdú – La buena estrella

1999
Penélope Cruz – Das Mädchen deiner Träume (La niña de tus ojos)
- Cayetana Guillén Cuervo – El abuelo
- Najwa Nimri – Die Liebenden des Polarkreises (Los amantes del Círculo Polar)
- Leonor Watling – La hora de los valientes

## 2000er Jahre
2000
Cecilia Roth – Alles über meine Mutter (Todo sobre mi madre)
- Ariadna Gil – Lágrimas negras
- Carmen Maura – Im Schatten von Lissabon (Lisboa)
- Mercedes Sampietro – Zeit der Rückkehr (Cuando vuelvas a mi lado)

2001
Carmen Maura – Allein unter Nachbarn – La comunidad (La comunidad)
- Icíar Bollaín – Leo
- Lydia Bosch – You’re the One (una historia de entonces)
- Adriana Ozores – Plenilunio

2002
Pilar López de Ayala – Juana la Loca
- Victoria Abril – Sin noticias de Dios
- Nicole Kidman – The Others
- Paz Vega – Sólo mía

2003
Mercedes Sampietro – Lugares comunes
- Ana Fernández – Historia de un beso
- Adriana Ozores – La vida de nadie
- Leonor Watling – A mi madre le gustan las mujeres

2004
Laia Marull – Öffne meine Augen (Te doy mis ojos)
- Ariadna Gil – Soldados de Salamina
- Adriana Ozores – La suerte dormida
- Sarah Polley – Mein Leben ohne mich (My Life Without Me)

2005
Lola Dueñas – Das Meer in mir (Mar adentro)
- Pilar Bardem – María querida
- Ana Belén – Cosas que hacen que la vida valga la pena
- Penélope Cruz – Don’t Move (Non ti muovere)

2006
Candela Peña – Princesas (Princesas)
- Adriana Ozores – Heroína
- Nathalie Poza – Malas temporadas
- Emma Vilarasau – Para que no me olvides

2007
Penélope Cruz – Volver – Zurückkehren (Volver)
- Silvia Abascal – La dama boba
- Marta Etura – Dunkelblaufastschwarz (AzulOscuroCasiNegro)
- Maribel Verdú – Pans Labyrinth (El laberinto del fauno)

2008
Maribel Verdú – Siete mesas de billar francés
- Blanca Portillo – Siete mesas de billar francés
- Belén Rueda – Das Waisenhaus (El orfanato)
- Emma Suárez – Bajo las estrellas

2009
Carme Elías – Camino
- Verónica Echegui – El patio de mi cárcel
- Ariadna Gil – Las Bandidas – Kann Rache schön sein! (Sólo quiero caminar)
- Maribel Verdú – Los girasoles ciegos

## 2010er Jahre
2010
Lola Dueñas – Me too – Wer will schon normal sein? (Yo, también)
- Penélope Cruz – Zerrissene Umarmungen (Los abrazos rotos)
- Maribel Verdú – Tetro
- Rachel Weisz – Agora

2011
Nora Navas – Pan negro
- Elena Anaya – Eine Nacht in Rom (Habitación en Roma)
- Belén Rueda – Julia’s Eyes (Los ojos de Julia)
- Emma Suárez – La mosquitera

2012
Elena Anaya – Die Haut, in der ich wohne (La piel que habito)
- Inma Cuesta – La voz dormida
- Verónica Echegui – Katmandú, un espejo en el cielo
- Salma Hayek – La chispa de la vida

2013
Maribel Verdú – Blancanieves
- Penélope Cruz – Twice Born (Venuto al mondo)
- Aida Folch – Das Mädchen und der Künstler (El artista y la modelo)
- Naomi Watts – The Impossible (Lo imposible)

2014
Marian Álvarez – La herida
- Inma Cuesta – Drei Hochzeiten zu viel (3 bodas de más)
- Aura Garrido – Stockholm
- Nora Navas – Tots volem el millor per a ella

2015
Bárbara Lennie – Magical Girl
- Elena Anaya – Todos están muertos
- Macarena Gómez – Shrew’s Nest (Musarañas)
- María León – Marsella

2016
Natalia de Molina – Techo y comida
- Juliette Binoche – Nobody Wants the Night (Nadie quiere la noche)
- Penélope Cruz – Ma Ma – Der Ursprung der Liebe (Ma Ma)
- Inma Cuesta – La novia

2017
Emma Suárez – Julieta
- Penélope Cruz – Die Königin von Spanien (La reina de España)
- Bárbara Lennie – María (y los demás)
- Carmen Machi – La puerta abierta

2018
Nathalie Poza – No sé decir adiós
- Penélope Cruz – Loving Pablo
- Emily Mortimer – Der Buchladen der Florence Green (The Bookshop)
- Maribel Verdú – Abracadabra

2019
Susi Sánchez – Sunday’s Illness (La enfermedad del domingo)
- Penélope Cruz – Offenes Geheimnis (Todos lo saben)
- Lola Dueñas – Viaje al cuarto de una madre
- Najwa Nimri – Quién te cantará

## 2020er Jahre
2020
Belén Cuesta – Der endlose Graben (La trinchera infinita)
- Penélope Cruz – Leid und Herrlichkeit (Dolor y gloria)
- Greta Fernández – La hija de un ladrón
- Marta Nieto – Madre

2021
Patricia López Arnaiz – Ane
- Amaia Aberasturi – Tanz der Unschuldigen (Akelarre)
- Kiti Mánver – Vier Wände für Zwei (El inconveniente)
- Candela Peña – Rosas Hochzeit (La boda de Rosa)

2022
Blanca Portillo – Maixabel – Eine Geschichte von Liebe, Zorn und Hoffnung (Maixabel)
- Penélope Cruz – Parallele Mütter (Madres paralelas)
- Petra Martínez – La vida era eso
- Emma Suárez – Josefina

2023
Laia Costa – Cinco lobitos
- Anna Castillo – Girasoles silvestres
- Marina Foïs – As bestas
- Bárbara Lennie – Los renglones torcidos de Dios
- Vicky Luengo – Suro

2024
Malena Alterio – Que nadie duerma
- Laia Costa – Un amor
- Patricia López Arnaiz – 20.000 Arten von Bienen (20.000 especies de abejas)
- María Vázquez – Matria
- Carolina Yuste – Saben aquell

2025
Carolina Yuste – La infiltrada
- Patricia López Arnaiz – Los destellos
- Julianne Moore – The Room Next Door
- Tilda Swinton – The Room Next Door
- Emma Vilarasau – Casa en flames